# Álex Revuelta
Alejandro Revuelta Montero (Jerez de la Frontera, 16 de abril de 2000) es un futbolista español que juega como defensa central en el Club Atlético Antoniano de la Segunda Federación española.

## Trayectoria
Álex Revuelta se forma en las categorías inferiores del Xerez CD, Málaga CF, At. Sanluqueño CF y Cádiz CF.  En 2019 inicia su carrera profesional en Xerez CD y tras su paso por CD Guadalajara con el que llegó a jugar una fase de promoción a Segunda Federación, en la temporada 2021-22 ficha por el Getafe CF "B".
Al inicio de la temporada 2022-23 es convocado regularmente por el Getafe Club de Fútbol, logrando debutar con el primer equipo el 18 de septiembre de 2022 al entrar como suplente en los minutos finales de una victoria por 0-2 frente al CA Osasuna en la Primera División. En esa misma temporada consigue con el Getafe CF "B" el ascenso a Segunda Federación,
La temporada 2023-24 ficha por el S.E. Penya Independent  y la temporada 2024-25 por el C.D. Illescas.
El 2 de julio de 2025, pasa a formar parte del Club Atletico Antoniano.

## Clubes[2]
Actualizado al último partido disputado el 15 de agosto de 2025.
| Club                            | Div.                    | Temporada               | Liga  | Liga  | Copas nacionales | Copas nacionales | Copas internacionales | Copas internacionales | Total | Total |
| Club                            | Div.                    | Temporada               | Part. | Goles | Part.            | Goles            | Part.                 | Goles                 | Part. | Goles |
| ------------------------------- | ----------------------- | ----------------------- | ----- | ----- | ---------------- | ---------------- | --------------------- | --------------------- | ----- | ----- |
| Xerez C.D. · España             | 3.ª                     | 2019-20                 | 20    | 0     | -                | -                | -                     | -                     | 20    | 0     |
| Xerez C.D. · España             | Total Xerez C.D.        | Total Xerez C.D.        | 20    | 0     | -                | -                | -                     | -                     | 20    | 0     |
| C.D. Guadalajara · España       | 3.ª                     | 2020-21                 | 17    | 3     | -                | -                | -                     | -                     | 17    | 3     |
| C.D. Guadalajara · España       | Total C.D. Guadalajara  | Total C.D. Guadalajara  | 17    | 3     | -                | -                | -                     | -                     | 17    | 3     |
| Getafe C.F. "B" · España        | 3ª RFEF                 | 2021-22                 | 36    | 4     | -                | -                | -                     | -                     | 36    | 4     |
| Getafe C.F. "B" · España        | 3ª RFEF                 | 2022-23                 | 31    | 2     | -                | -                | -                     | -                     | 31    | 2     |
| Getafe C.F. "B" · España        | Total Getafe C.F. "B"   | Total Getafe C.F. "B"   | 67    | 6     | -                | -                | -                     | -                     | 67    | 6     |
| Getafe C.F. · España            | 1.ª                     | 2022-23                 | 1     | 0     | 0                | 0                | -                     | -                     | 1     | 0     |
| Getafe C.F. · España            | Total Getafe C.F.       | Total Getafe C.F.       | 1     | 0     | 0                | 0                | -                     | -                     | 1     | 0     |
| S.E. Penya Independent · España | 2ª RFEF                 | 2023-24                 | 30    | 2     | -                | -                | -                     | -                     | 30    | 2     |
| S.E. Penya Independent · España | Total S.E. Penya Indep. | Total S.E. Penya Indep. | 30    | 2     | -                | -                | -                     | -                     | 30    | 2     |
| C.D. Illescas · España          | 2ª RFEF                 | 2024                    | 14    | 0     | -                | -                | -                     | -                     | 14    | 0     |
| C.D. Illescas · España          | Total C.D. Illescas     | Total C.D. Illescas     | 0     | 0     | -                | -                | -                     | -                     | 0     | 0     |
| CDA Paso · España               | 2ª RFEF                 | 2025                    | 12    | 3     | -                | -                | -                     | -                     | 12    | 3     |
| CDA Paso · España               | Total C.D.A. paso       | Total C.D.A. paso       | 0     | 0     | -                | -                | -                     | -                     | 0     | 0     |
| C.A. Antoniano · España         | 2ª RFEF                 | 2025-26                 | 0     | 0     | -                | -                | -                     | -                     | 0     | 0     |
| C.A. Antoniano · España         | Total C.A. Antoniano    | Total C.A. Antoniano    | 0     | 0     | -                | -                | -                     | -                     | 0     | 0     |